# Wolfgang Zöllick
Wolfgang Zöllick (* 17. Juni 1946 in Siegburg) ist ein ehemaliger deutscher Kommunalpolitiker (CDU) und Sportfunktionär. Er war stellvertretender Oberbürgermeister sowie Senator in Rostock und Präsident von Hansa Rostock.

## Leben
Wolfgang Zöllick, Sohn von Günther und Elsemarie Zöllick, wuchs in Rostock auf und besuchte bis 1965 die 1. EOS „Ernst Thälmann“ (heute Innerstädtisches Gymnasium Rostock). Sein Staatsexamen als Lehrer erwarb er 1969 in Potsdam. Er ist Diplomlehrer für Sport und Geografie.
Von 9. Februar 1991 bis 29. Juni 1991 war er Präsident des Oberligisten F.C. Hansa Rostock und führte den Verein in der letzten Oberligasaison der DDR mit erreichen der Meisterschaft in die Fußball-Bundesliga. Zudem gelang unter seiner Ägide auch der Gewinn des letzten FDGB-Pokals.
Zöllick war stellvertretender Oberbürgermeister und Sozialsenator der Hansestadt Rostock (1990–1994) während der Ausschreitungen in Lichtenhagen im August 1992. Ab Januar 1992 trafen in der damaligen Aufnahmestelle im „Sonnenblumenhaus“ von Lichtenhagen monatlich bis zu 900 Asylbewerber ein, im Juli sogar 70 pro Tag. Es kam zu Protestversammlungen Einheimischer. Als der Bürgermeister bis August im Urlaub war, versuchte Zöllick als stellvertretender Bürgermeister, die aufgebrachte Menschenmenge zu beruhigen und zur Ordnung zu rufen. Vom 22. bis 26. August 1992 kam es dennoch zu den Ausschreitungen in Rostock-Lichtenhagen.
Später war er Betriebsleiter von TV Rostock. Bei Hansa Rostock ist Zöllick Ehrenmitglied.